# Tren (album)
Tren – album Przemysława Gintrowskiego.
Album wydany został z okazji ogłoszenia roku 2008 rokiem Zbigniewa Herberta. Jest to drugi po Odpowiedzi album Gintrowskiego złożony w całości z piosenek do tekstów Herberta.
Płyta funkcjonuje także pod tytułem "Tren do wierszy Zbigniewa Herberta".

## Lista utworów
1. „Wstęp” – 3:33
2. „17 IX” – 2:51
3. „Guziki” – 3:01
4. „Wilki” – 3:17
5. „Prolog” – 5:26
6. „Achilles. Pentezylea” – 2:56
7. „Kaligula” – 3:04
8. „Nike, która się waha” – 3:47
9. „Apollo i Marsjasz” – 3:09
10. „Pan Cogito o cnocie” – 3:43
11. „Kamyk” – 1:29
12. „Małe serce” – 3:13
13. „Brewiarz” – 1:59
14. „Pieśń o bębnie” – 2:23
15. „Tren Fortynbrasa” – 5:37

## Wykonawcy
- Przemysław Gintrowski – śpiew
- Jula Gintrowska – głos
- Polska Orkiestra Sinfonia Iuventus
- Tadeusz Domanowski – fortepian
- Wojciech Świętoński – fortepian
- Michał Salamon – syntezatory
- Filip Sojka – gitara basowa